# Andrzej Chmielarczyk

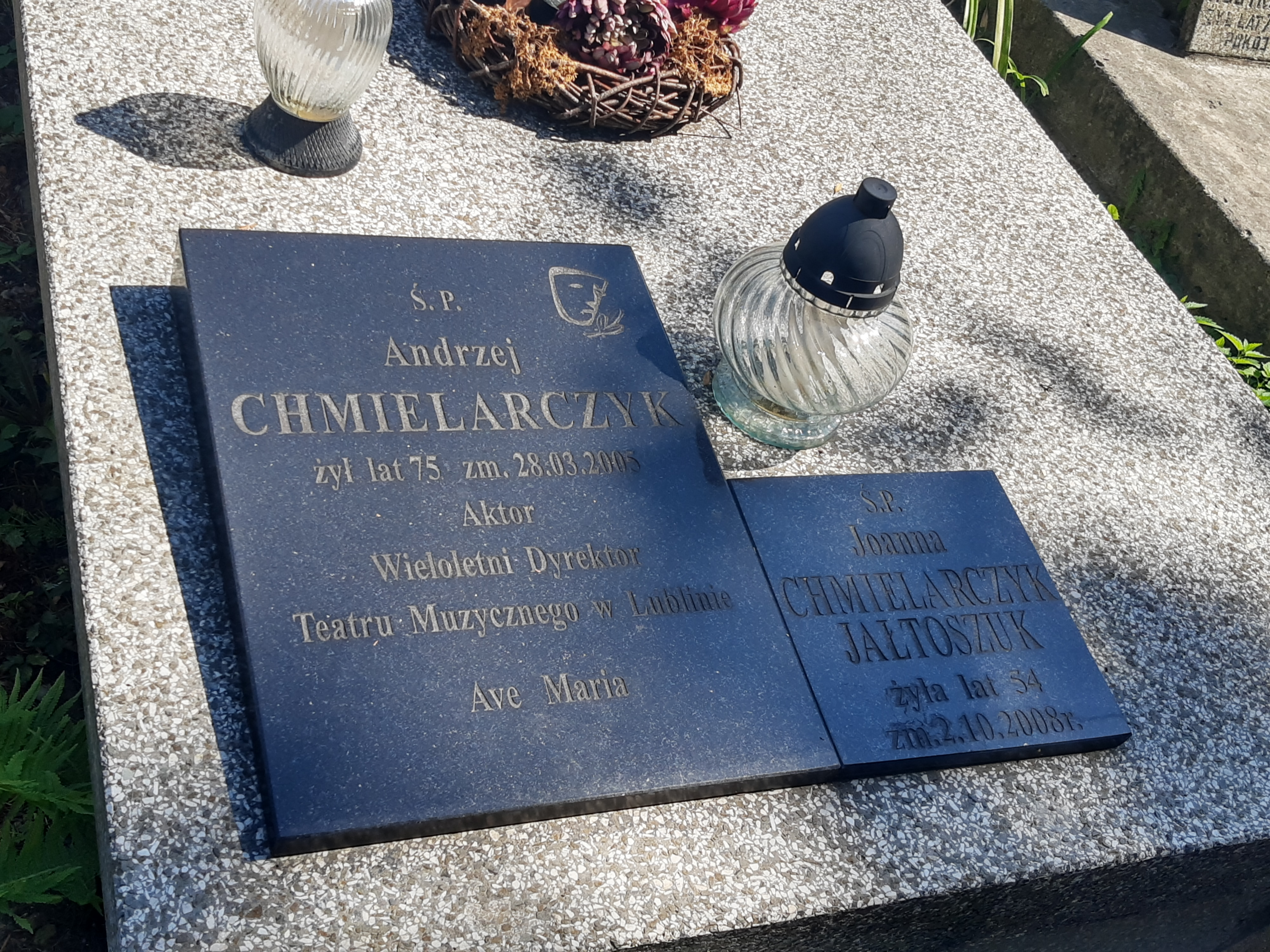
Grób Andrzeja Chmielarczyka na cmentarzu przy ulicy Lipowej

Andrzej Chmielarczyk (ur. 22 października 1929 w Lublinie, zm. 28 marca 2005 tamże) – polski reżyser, oraz aktor. Od 1969 do 2001 roku dyrektor Teatru Muzycznego w Lublinie.

## Wykształcenie
W 1955 r. Andrzej Chmielarczyk ukończył studia na Państwowej Wyższej Szkole Teatralnej w Łodzi, natomiast rok później miał miejsce jego debiut teatralny.

## Filmografia
- Ile jest życia (1974)
- Polonia Restituta (1980)
- Sława i chwała (1997)
- Chopin. Pragnienie miłości (2002)

## Nagrody i wyróżnienia
- Nagroda Ministra Kultury i Sztuki za 25-lecie kierownictwa Teatru Muzycznego (1994).